# Rhythm Bomb
Rhythm Bomb è un singolo del gruppo musicale britannico The Prodigy, pubblicato il 25 marzo 2015 come sesto estratto dal sesto album in studio The Day Is My Enemy.

## Descrizione
Nona traccia di The Day Is My Enemy, Rhythm Bomb ha visto la partecipazione del produttore britannico Flux Pavilion ed è caratterizzato da un campionamento del brano Make My Body Rock (Feel It) dei Jomanda. Per tale motivo, anche gli autori del brano sono stati accreditati in Rhythm Bomb.

## Tracce
Testi e musiche di Liam Howlett, Josh Steele, Cheri Williams e Dwayne Richardson.
Download digitale
1. Rhythm Bomb (feat. Flux Pavilion) – 4:12

Download digitale – remix
1. Rhythm Bomb (feat. Flux Pavilion) (NGHTMRE Remix) – 3:12

CD promozionale (Regno Unito)
1. Rhythm Bomb (feat. Flux Pavilion) – 3:11 – versione radiofonica

## Formazione
- Liam Howlett – sintetizzatore, programmazione, produzione, missaggio
- Neil McLellan – produzione, missaggio
- Josh Steele – coproduzione
- John Davis – mastering